# Acrocercops undifraga
Acrocercops undifraga är en fjärilsart som beskrevs av Edward Meyrick 1931. Acrocercops undifraga ingår i släktet Acrocercops och familjen styltmalar.
Artens utbredningsområde är:
- Kuba.
- Haiti.

Inga underarter finns listade i Catalogue of Life.